# Silvije Strahimir Kranjčević
Silvije Strahimir Kranjčević (n. 17 februarie 1865 - d. 29 octombrie 1908) a fost un poet croat.
A creat o lirică meditativă, cu tematică patriotică și socială.
A explorat frământările omului în fața universului, atitudinea prometeică și tensiunea dramatică.
A fost unul dintre precursorii liricii moderne croate.

## Scrieri
- 1885: Bugarkinje
- 1898: Poezii alese ("Izabrane pjesme")
- 1902: Spasme ("Trzaji").